# Civil olydnad
För punkgruppen, se Civil Olydnad (band). För essän, se Civil olydnad (essä).

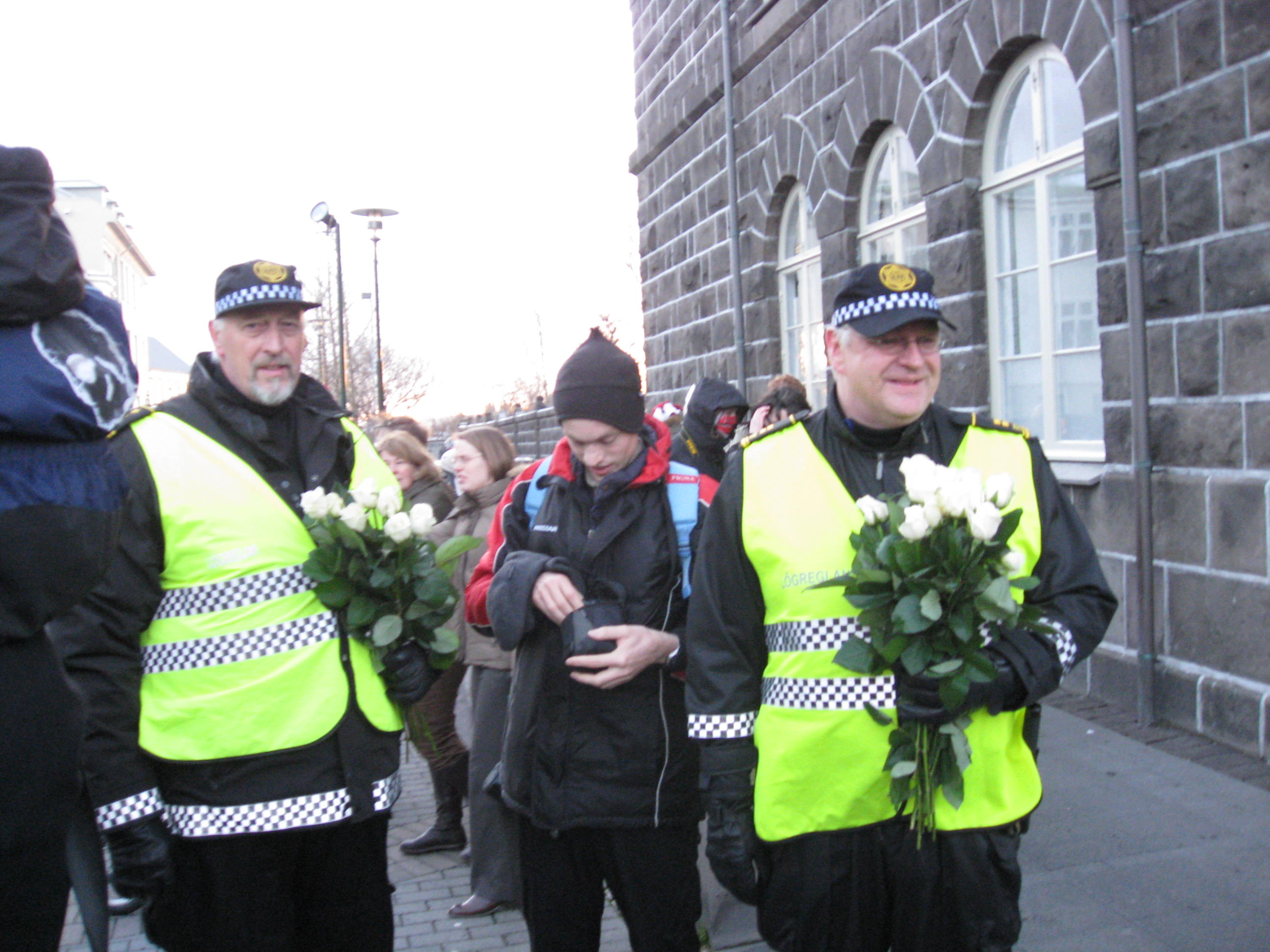
Vid civil olydnad är det vanligt att stödja fotfolket på "motståndarsidan". Här har poliser fått blommor av demonstranter. I de fall det är olagligt och utan våld tillhör demonstration civil olydnad.

Civil olydnad är en metod för samhällsförändring. Det är en form av aktivism som går ut på att öppet och utan våld bryta mot en lag, myndighetsbeslut eller social norm samt att vara beredd att ta konsekvenserna av handlingen. 
Kända företrädare för civil olydnad är bland andra Mahatma Gandhi, Henry David Thoreau, Martin Luther King, Barbara Deming, Philip Berrigan och Rosa Parks. Gemensamt för dessa personer är att icke-våld är en del av hur de praktiserar civil olydnad.

## Kännetecknen
Svensk Ordbok beskriver civil olydnad som ett "lagbrott under hänvisning till moraliska principer som man anser stå över gällande lag: kampanjledaren manade till protester och civil olydnad för att få premiärministern att avgå."
Den amerikanska förebilden för begreppet civil olydnad anses ha myntats av den amerikanske författaren och skattevägraren Henry David Thoreau i essän Civil olydnad 1849. 
Syftet med civil olydnad är, förutom den direkta effekten av aktivismen eller vägran, att utmana den lydnad som möjliggör det förtryck, den orättvisa eller det missförhållande som olydnaden vänder sig mot. Genom att aktivisterna tar konsekvenserna av sina handlingar undergrävs i vissa fall den kollektiva rädslan för straff som övermakten vill upprätthålla, och som normalt leder till lydnad. 
Enligt Greenpeace har civil olydnad fyra grundprinciper: Inget våld, ingen skadegörelse, öppenhet och ansvarstagande.
Statens Offentliga Utredningar, SOU 1999:101 Olydiga medborgare, utreder civil olydnad. Utredningen kommer fram till att civil olydnad "kan bidra till att stärka såväl välfärdsstaten som demokratin". 
I boken Ickevåld! Handbok i fredlig samhällsförändring av Klaus Engell-Nielsen, Annika Spalde och Pelle Strindlund hävdar författarna att civil olydnad har använts av svenska folkrörelser för att främja demokrati och mänskliga rättigheter, till exempel när den tidiga arbetarrörelsen skapade strejkrätten genom att gå ut i strejk trots att det var i strid med gällande svensk lag.

## Historia
Civil olydnad skildrades tidigt i Antigone av Sofokles, där Antigone trotsar kung Kreons förbud och begraver sin bror. Därmed följer hon sitt samvete, snarare än lagen.
På 1500-talet förespråkade Étienne de La Boétie icke-samarbete som en form av fredlig protest. Under den Ärorika revolutionen 1688 växte en praxis där människor öppet bröt mot lagar de ansåg illegitima och accepterade straffen.
Efter Peterloomassakern skrev Percy Shelley dikten The Mask of Anarchy 1819, vilken inspirerade både Henry David Thoreau, vars essä Civil olydnad (1849) fick stor betydelse, och Gandhis icke-våldsliga motstånd.
I USA använde minoritetsgrupper civil olydnad mot diskriminerande lagar på 1800-talet. På Irland bojkottades godsägare under Landkriget 1879. Egypten såg en stor rörelse 1919 under Zaghloul Pasha.
Civil olydnad har spelat en central roll i Indiens självständighetsrörelse, medborgarrättsrörelsen i USA, Sovjetunionens fall och kampen mot apartheidregimen i Sydafrika. Mer nyligen har civil olydnad använts i Rosenrevolutionen i Georgien 2003, Orangea revolutionen i Ukraina 2004, Euromajdan 2013–2014 och protesterna i Belarus 2020–2021, bland många andra rörelser världen över.

## Civil olydnad i Sverige

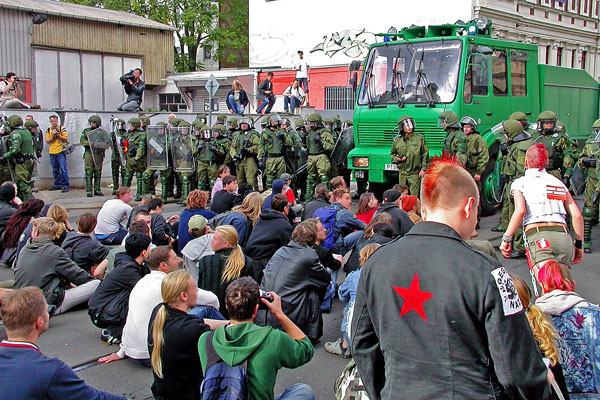
En sittaktion är ett exempel på civil olydnad, här i syfte att stoppa en nynazistisk demonstration. Foto från Leipzig 2004.

Vanliga syften till civil olydnad i Sverige idag är att intervenera i omstridda statliga eller kommunala projekt, i företagsverksamheter eller att få till stånd genomgripande samhällsförändringar, så kallad ickevåldsrevolution.

## Exempel på civil olydnad
- Almstriden
- Extinction Rebellion
- Greenpeace aktioner
- Gömma flyktingar
- Husockupation
- Occupy-rörelsen
- Ofog
- Plogbillsrörelsen
- Tebjudningen i Boston
- Tritnaha
- Vin & Fikonträdsplanterarna